# Coronel Vivida (kommun)
Coronel Vivida är en kommun i Brasilien.   Den ligger i delstaten Paraná, i den södra delen av landet, 1 200 km söder om huvudstaden Brasília. Antalet invånare är 21 737.
Följande samhällen finns i Coronel Vivida:
- Coronel Vivida

Omgivningarna runt Coronel Vivida är en mosaik av jordbruksmark och naturlig växtlighet. Runt Coronel Vivida är det ganska glesbefolkat, med 36 invånare per kvadratkilometer.